# باول براون (لاعب كرة قاعدة)
باول براون (بالإنجليزية: Paul Brown)‏ هو لاعب كرة قاعدة أمريكي، ولد في 18 يونيو 1941 في فورت سميث في الولايات المتحدة.

## وصلات خارجية
- بول براون على موقع دوري كرة القاعدة الرئيسي (الإنجليزية)
- بول براون على موقعبيزبول رفرنس.كوم (الدوري الرئيسي) (الإنجليزية)
- بول براون على موقعبيزبول رفرنس.كوم (الدوري الثانوي) (الإنجليزية)
- بول براون على موقع إي إس بي إن.كوم (أم.أل.بي) (الإنجليزية)
- بول براون على موقع مشجعي الرسوم البيانية (الإنجليزية)